# Placa del Arrecife de Conway

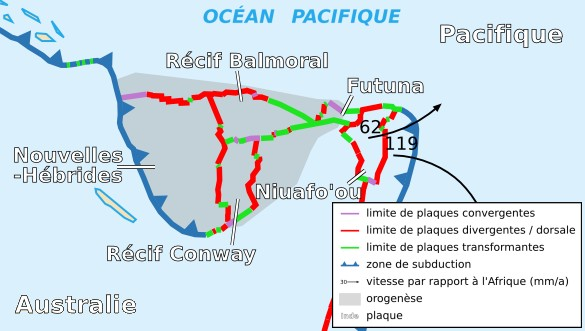
Mapa de la placa del Arrecife de Conway (como "Récif Conway") y sus placas vecinas (en francés)

La placa del Arrecife de Conway es una pequeña placa tectónica (microplaca) que se ubica en océano Pacífico Sur, al oeste de Fiyi. Está delimitada por el este y oeste por fronteras convergentes: la occidental con la placa de las Nuevas Hébridas y la oriental con la placa australiana. Una corta falla transformante también existe con la placa del Arrecife Balmoral, al norte.